# Валентьерра, Арнульфо
Арнульфо Валентьерра Куэро (исп. Arnulfo Valentierra Cuero; род. 16 апреля 1974, Барранкилья) — колумбийский футболист, выступавший на позиции полузащитника.

## Клубная карьера
Арнульфо Валентьерра за свою футбольную карьеру выступал за различные южноамериканские клубы, а также за саудовский «Расинг» из Сантандера и «Толедо», а также за саудовский «Аль-Хиляль». Большую же часть своей карьеры Валентьерра провёл в колумбийской команде «Онсе Кальдас». В её составе он также добился наибольших успехов, выиграв в 2003 году колумбийскую Апертуру, а в 2004 году победив в её составе в Кубке Либертадорес.

## Международная карьера
Арнульфо Валентьерра 11 раз появлялся на поле в составе сборной Колумбии, включая 4 матча, проведённых в рамках Кубка конфедераций 2003.

## Достижения

### Клубные
Америка Кали
- Чемпион Колумбии (1): Апертура 2002

Онсе Кальдас
- Чемпион Колумбии (1): Апертура 2003
- Обладатель Кубка Либертадорес (1): 2004

Аль-Хиляль
- Чемпион Саудовской Аравии (1): 2004/05